# Libia na Letnich Igrzyskach Olimpijskich 2004
Libię na Letnich Igrzyskach Olimpijskich 2004 reprezentowało 8 sportowców.

## Skład kadry

### Judo
- Mohamed Ben Saleh - kategoria do 81 kg - przegrana w rundzie Last 32

### Lekkoatletyka
Mężczyźni:
- Ali Mabrouk El Zaidi - maraton mężczyzn - 2:20:31 - 39 miejsce

Kobiety:
- Ruwida El Hubti - bieg na 400 m - Runda 1: 1:03.57 - 44 miejsce

### Pływanie
Mężczyźni:
- Khaled Ghezzawi
  - 50 m st. dowolnym - 27.55 s - 71 miejsce

Kobiety:
- Amira Edrahi
  - 50 m st. dowolnym - 34.67 s - 72 miejsce

### Podnoszenie ciężarów
Mężczyźni:
- Mohamed Eshtiwi - kategoria do 77 kg - 16 miejsce
- Hamza Abughalia - kategoria do 85 kg - nie sklasyfikowany

### Taekwondo
Mężczyźni:
- Ezedin Salem - kategoria do 58 kg - przegrana w rundzie Last 16